# أتوميك ماس
أتوميك ماس (بالإنجليزية: Atomic Mass)‏، كانت فرقة هارد روك/هيفي ميتال من شفيلد، إنجلترا، والتي تأسست عام 1977 كجزء من حركة الموجة الجديدة لموسيقى الهيفي ميتال البريطانية. كون أعضاء الفرق الأساسيون بالإضافة لمغنيهم الجديد جو إليوت بإنشاء الفرقة ديف ليبارد، والتي صارت لاحقاً إحدى أفضل فرق الهارد روك البريطانية مبيعات.

## تاريخ

### التأسيس
أسس كل من ريك سافج، ونيك ماكلي، وتوني كيننغ، وبيت دوبلدي فرقة أتوميك ماس عام 1977، حيث كانوا جميعهم طلاباً بنفس العام في مدرسة تابتون بشفيلد. بيت ويليس، الذي كان يكبرهم بعام في تابتون ويعزف الإيتار، سمع عن الفرقة وقام بتجربة الأداء، وقام ويليس بجلب صديقه، بول هامبشاير، الذي كان يعزف الإيتار أيضاً. قام الأعضاء بالغناء مع ريك وتوني وحصلوا على مكانتهم في الفرقة، حيث استُبدل دوبلدي بويليس، حيث كان الأول في إجازة في فرنسا. استُبدل ماكلي ببول هولاند لفترة وجيزة، حيث غادر الأول الفرقة بعد استبدال دوبلدي بفترة قصيرة. خلال تلك الفترة، كانت عروض أتوميك ماس العلنية في صالة تابتون الرياضية فقط. احتوت قائمة أغاني الفرقة على «هول لاتا لاف» للد زبلين، و«بوريس ذا سبايدر» لذا هو. بعد ذلك بفترة، غادر كلٌ من هولاند ونيكولاس الفرقة وبقي منصبا المغني وعازف غيتار البيس فارغين. بعد التقائه صدفة مع ويليس بعد أن فاتته الحافلة، قام جو إليوت ذو الثمانية عشر عاماً حينها، بتجربة أداء للفرقة كعازف غيتار، بعد أن كان أحد المتفرجين لأحد عروض أتوميك ماس في تابتون. مع ذلك، أثناء تجربة أدائه، قرر أعضاء الفرقة بأن مهمة الغناء الرئيسي ستكون ملائمة أكثر له. إضافة لذلك، فقد تولى ريك سافج مهمة عزف غيتار البيس، حيث كان بيت ويليس عازف غيتار أكثر مهارة.

### ديف ليبارد
في نوفمبر 1977، تحولت أتوميك ماس لديف ليبارد (بالإنجليزية: Deaf Leopard)‏، والذي كان اسماً ابتكره جو إليوت أثناء تصميمه ملصقات لفرق خيالية لحصة الفن. وفقاً لما قاله إليوت، فإن تغيير التهجئة إلى "Def Leppard" كان اقتراح توني كيننغ، ليكون مشابها لتهجئة اسم لد زبلين "Led Zeppelin"، إلا أن الفرقة أصرت أن ذلك كان محض صدفة. انطلق الفرقة لتحقق نجاحات عالمية، حيث باعت أكثر من 60 مليون نسخة حول العالم.

### لم الشمل
في فبراير 2003، قامت أتوميك ماس بلم شمل لصورة على المنصة أثناء حفلة لديف ليبارد في صالة هالام إف إم. كانت تشكيلة ذلك الحدث: ريك سافج، وبيت ويليس، وجو إليوت، وفرانك نون.

## أعضاء
| أعضاء سابقون - ريك سافج – الإيتار، الغناء المساعد (1977)؛ غيتار البيس، الغناء المساعد (1977) - نيكولاس «نيك» ماكلي – الغناء الرئيسي (1977) - توني "روبن" كيننغ – الطبول، الإيقاع (1977) - بيتر «بيت» دوبلدي – الإيتار، الغناء المساعد (1977) - أندي نيكولاس – غيتار البيس، الغناء المساعد (1977) - بول هولاند – الغناء الرئيسي (1977) - بول هامبشاير – غيتار البيس، الغناء المساعد (1977)؛ الإيتار، الغناء المساعد (1977) - بيت ويليس – الإيتار، الغناء المساعد (1977، 2003) - جو إليوت – الإيتار، الغناء المساعد (1977)؛ الغناء الرئيسي (1977) | تشكيلة لم الشمل 2003 - جو إليوت - ريك سافج - بيت ويليس - فرانك نون |